# Haderup Sogn
Haderup Sogn er et sogn i Herning Nordre Provsti (Viborg Stift).
I 1800-tallet var Haderup Sogn et selvstændigt pastorat. Haderup dannede sognekommune sammen med Grove Sogn, men senere blev den delt, så hvert sogn var en selvstændig sognekommune. Begge sogne hørte til Ginding Herred i Ringkøbing Amt. Ved kommunalreformen i 1970 blev både Grove og Haderup indlemmet i Aulum-Haderup Kommune, der ved strukturreformen i 2007 indgik i Herning Kommune.
I Haderup Sogn ligger Haderup Kirke. Feldborg Kirke blev i 1890 indviet som filialkirke til Haderup Kirke, og Feldborg blev et kirkedistrikt  i Haderup Sogn. I 2010 blev Feldborg kirkedistrikt udskilt som det selvstændige Feldborg Sogn.
I Haderup og Feldborg sogne findes følgende autoriserede stednavne:
- Bavnehøj (areal)
- Egelund (bebyggelse, ejerlav)
- Egelund Huse (bebyggelse)
- Feldborg (bebyggelse, ejerlav)
- Feldborg Hede (bebyggelse)
- Feldborg Mose (areal)
- Fårbæk (bebyggelse, ejerlav)
- Gindeskov Bæk (vandareal)
- Gindeskov Krat (areal)
- Haderis (bebyggelse, ejerlav)
- Haderup (bebyggelse, ejerlav)
- Haderup Å (vandareal)
- Høstrup (bebyggelse, ejerlav)
- Jævnhøj (areal)
- Løvig (bebyggelse, ejerlav)
- Neder Feldborg (bebyggelse, ejerlav)
- Nordre Feldborg Plantage (areal)
- Over Feldborg (bebyggelse, ejerlav)
- Reshøj Huse (bebyggelse)
- Stavlund (bebyggelse, ejerlav)
- Stavlund Hede (bebyggelse)
- Søndre Feldborg Plantage (areal)
- Taterbakke (areal, bebyggelse, ejerlav)
- Tinghøj (areal)
- Ulhøj (areal)
- Vester Feldborg (bebyggelse)
- Vivtrup (bebyggelse)
- Vormstrup (bebyggelse, ejerlav)